# Адміністративний поділ Грузії
Грузія складається із двох автономних республік (груз. ავტონომიური რესპუბლიკა), дев'яти регіонів (груз. მხარე, мхаре) та одного міста державного підпорядкування.

## Історія
У 1989 році в Грузії існували дві автономні республіки, один автономний округ та 69 районів. Міста: Тбілісі, Кутаїсі, Сухумі, Батумі, Горі, Поті, Зугдіді та Ткварчелі — вважалися окремими одиницями. 4488 сіл (174 з яких були нежилими) об'єднувались у 942 сільські ради.
У 1990 році Верховна Рада Грузії скасувала Південно-Осетинський автономний район. У рамках трансформації Конституції Грузії відбулися зміни в частині самоврядування: сільські та міські ради називались сакребуло. Однак після перевороту, на початку 1992 року, більшість міських рад заявили про самоліквідацію. З 1993 року на місцях було встановлено пряме державне управління. Міські голови та керівники районів призначалися президентом Грузії. У 2005 році Законодавчі зміни відбулися й в сфері місцевого самоврядування: місцеве самоврядування та самоврядування у селах, громадах, містах та містах було скасовано. Закон визначає 2 типи самоврядних одиниць:
1. Муніципалітет;
2. Самоврядне місто.

Муніципалітети були визначені відповідно до раніше існуючих районів, самоврядними містами стали: Тбілісі, Батумі, Кутаїсі, Руставі, Поті.
У 2014 році, в результаті законодавчої реформи, було прийнято новий закон про місцеве самоврядування: Кодекс місцевого самоврядування, згідно з яким адміністративно-територіальний устрій Грузії дещо змінився. Одиницею самоврядування визначався муніципалітет — самоврядне місто, чи самоврядна громада. Змінено також правила формування відповідних представницьких та виконавчих органів.
До 2014 року в Грузії існувало п'ять самоврядних міст (Тбілісі, Руставі, Кутаїсі, Поті та Батумі). За новим законом, прийнятим 5 лютого 2014 року, їхню кількість, відповідно до Кодексу місцевого самоврядування, збільшено, а сім інших міст (Телаві, Мцхета, Горі, Ахалцихе, Амбролаурі, Озургеті та Зугдіді) отримали такий статус. Другий етап адміністративно-територіальної реформи полягав у виконанні зобов'язань, викладених у «Перехідних положеннях» Кодексу, найважливішим з яких було формування нових самоврядних громад на решті територій у результаті майбутньої масштабної територіальної реформи.

## Автономні республіки
Автономні республіки (Абхазія та Аджарія) було створено за часів радянської влади, та визнано теперішньою конституцією Грузії. Абхазія нині є сепаратистським регіоном, самопроголошеною республікою, яка не має міжнародного визнання. Де-юре, Абхазію очолює Голова Верховної Ради (легітимне керівництво Абхазії знаходиться у Верхній Абхазії, у селі Чхалта), в той час, як, де-факто, її очолює Президент. Аджарія, яку очолює Голова Кабінету Міністрів, стала повністю лояльною до центральної влади Грузії після мирного усунення колишнього сепаратистського керівника Аслана Абашидзе в 2004 році.

## Мхаре
У Грузії є 12 мхаре (країв_, включно з двома автономіями. Тбілісі є окремою адміністративною одиницею. Мхаре поділяються на муніципалітети (груз. მუნიციპალიტეტი) (до 2006 року вони офіційно називались районами (груз. რაიონი)). До складу мхаре входить 71 муніципалітет.
Мхаре було створено декретами Президента в період від 1994 до 1996 року, на тимчасовій основі, до розв'язання сеператиських конфліктів в Абхазії та Південній Осетії. Регіональну адміністрацію очолює Державний Комісар (груз. სახელმწიფო რწმუნებული) — державний службовець, якого призначає Президент Грузії.

## Статус Південної Осетії
Статус колишньої Південноосетинської Автономної Області — Південної Осетії (також називається Самачабло або Цхінвальський регіон), після окупації Росією та встановлення маріонеткового сепаратистського уряду, перебуває в стані замороженого конфлікту і використовується Росією як засіб тиску на Грузію. Ця частково визнана держава вважає північну частину регіону Шида Картлі своєю територією, разом із малими частинами прилеглих територій.

## Історичні регіони

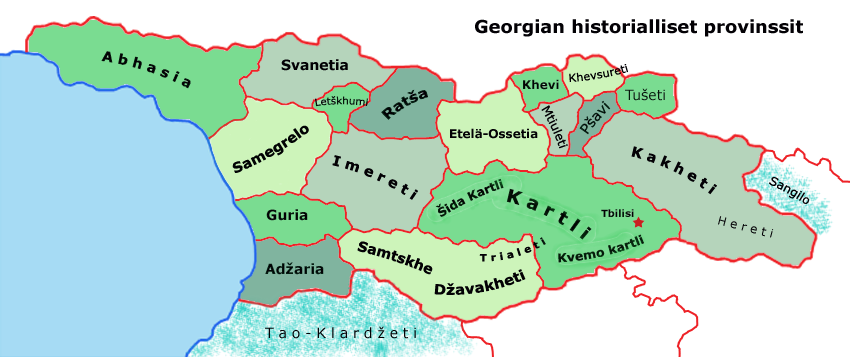
Мапа історичних регіонів Грузії.

Офіційні адміністративні одиниці базовано на низці історико-культурних регіонів. Як правило до складу однієї адміністративної одиниці першого порядку входить кілька історичних областей, що може бути відображено в назвах країв (наприклад, Мцхета-Мтіанеті, Рача-Лечхумі, Самегрело-Земо Сванеті). Різні джерела подають різну кількість історичних областей, ось основні з них:
- Абхазія
- Аджарія
- Гереті
- Гурія
- Джавахетія
- Ерцо-Тіанеті
- Імеретія
- Картлі
- Кахетія
- Лечхумі
- Месхеті
- Мінгрелія
- Мтіулеті
- Пшаві
- Рача
- Самачабло
- Сванетія
- Торі
- Тріалеті
- Тушеті
- Хеві
- Хевсуреті